# دونكان براون كوبر
دونكان براون كوبر (بالإنجليزية: Duncan Brown Cooper)‏ هو صحفي وناشر وسياسي أمريكي، ولد في 1844 في كولومبيا في الولايات المتحدة، وتوفي في 1922. حزبياً، نشط في الحزب الديمقراطي. وقد انتخب عضو مجلس نواب تينيسي وانتخب عضو مجلس ولاية تينيسي.